# オルテンバッハの戦い
オルテンバッハの戦い（オルテンバッハのたたかい）、またはゲンゲンバッハの戦い（ゲンゲンバッハのたたかい）は、仏蘭戦争末期の1678年7月23日に生起した戦闘。フランソワ・ド・クレキ率いるフランス王国軍とロレーヌ公シャルル5世率いる神聖ローマ皇帝軍の間で戦われ、規模では会戦というより小競り合い程度だったものの、フランスがアルザスを確保し、ケールを占領して帝国都市ストラスブールの近くにあるライン川の橋も確保する一連の戦役の1つである。フランスと神聖ローマ帝国との戦争は、両者が1679年1月にナイメーヘンの和約を締結したことで終結、ストラスブールは1681年にフランスに併合された。

## 背景

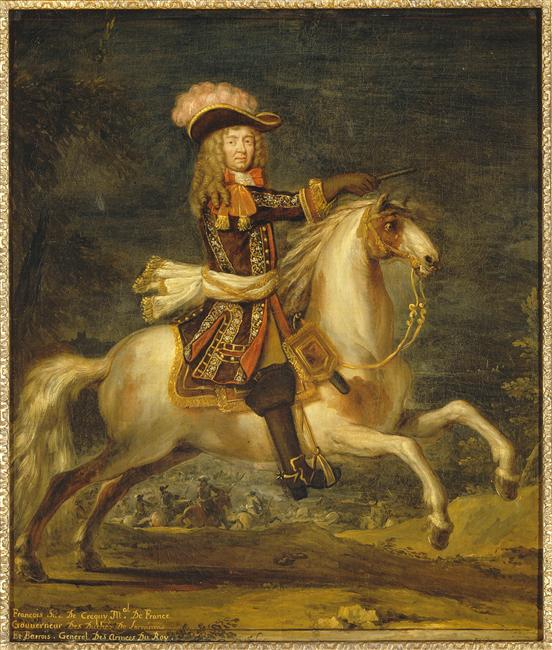
1676年から1678年までラインラント方面のフランス軍指揮官を務めたフランソワ・ド・クレキ

フランスは1667年から1668年にかけてのネーデルラント継承戦争でスペイン領ネーデルラントのほとんどを占領したが、1668年のアーヘンの和約でイングランド王国、スウェーデン王国、ネーデルラント連邦共和国（オランダ）の三国同盟に迫られてスペイン領ネーデルラントの大半を放棄した。フランス王ルイ14世はそれまでフランスがオランダを支持したにもかかわらずオランダに感謝の意がなかったことに怒り、1672年5月にオランダに侵攻した（仏蘭戦争の勃発）。
フランスは最初は圧倒的な勝利を収めたが、オランダが戦線を立て直した上、フランスの勢力拡大を憂慮したブランデンブルク＝プロイセンのフリードリヒ・ヴィルヘルム、神聖ローマ皇帝レオポルト1世、スペイン王カルロス2世がオランダを支援した。この支援は1673年8月にデン・ハーグで締結された条約で具体化し、ラインラントで新しい戦線が開かれた。フランス軍はラインラント戦線では数で劣勢だったものの、帝国軍の諸部隊の間で協働がうまくいかなかったため、指揮官テュレンヌ子爵の戦術によりアルザスを維持することに成功した。
1675年のザスバッハの戦いでテュレンヌ子爵が戦死すると、フランス軍は守備に徹することを余儀なくされ、帝国軍は1676年9月にフィリップスブルク包囲戦を落とした上にストラスブールにあるライン川の橋も確保した。1677年、フランス軍のフランソワ・ド・クレキは機敏な行軍で帝国軍のアルザス侵攻を阻止、10月に小規模なコッハースベルクの戦いで勝利した後フライブルク包囲戦にも成功した 。
ナイメーヘンでの平和交渉が終結に近づく中、ルイ14世は1678年3月から4月にかけてスペイン領ネーデルラントを素早く侵攻して戦況を改善させたが（イーペル包囲戦など）、ほかの戦線では守備に徹し続け、クレキも会戦を挑まずにフライブルクの維持をはかるよう命令された。クレキは1677年にアルザスの守備に成功したにもかかわらず、1675年のコンツァー・ブリュッケの戦いで敗北してトリーアを失ったことが尾を引き、未だにルイ14世の信頼を取り戻せていないのであった。コンツァー・ブリュッケの戦い自体は小規模であったものの、1715年のルイ14世の葬儀での挽歌にも言及されるほど人々に記憶された。
1678年春、クレキはシャーヴィラーに軍を集結させ、 フレデリック・ド・ションベール率いるモーゼル方面軍の増援も受けた。ロレーヌ公シャルル5世がオッフェンブルク城外に軍勢3万を集結させ、フライブルクを再占領しようとしたため、クレキは引き離しを図ってラインフェルデンへの移動を始めた。シャルルはエルンスト・リュディガー・フォン・シュターレンベルク率いる軍勢7千を派遣したが、フランス軍はシュターレンベルクの軍勢の渡河中に襲いかかり、シュターレンベルクの軍勢は多くの溺死者を出して死傷者が3千人に上り、さらに800人が捕虜になった。この成功をみたルイ14世はクレキに帝国軍本軍への攻撃を許可した。

## 戦闘

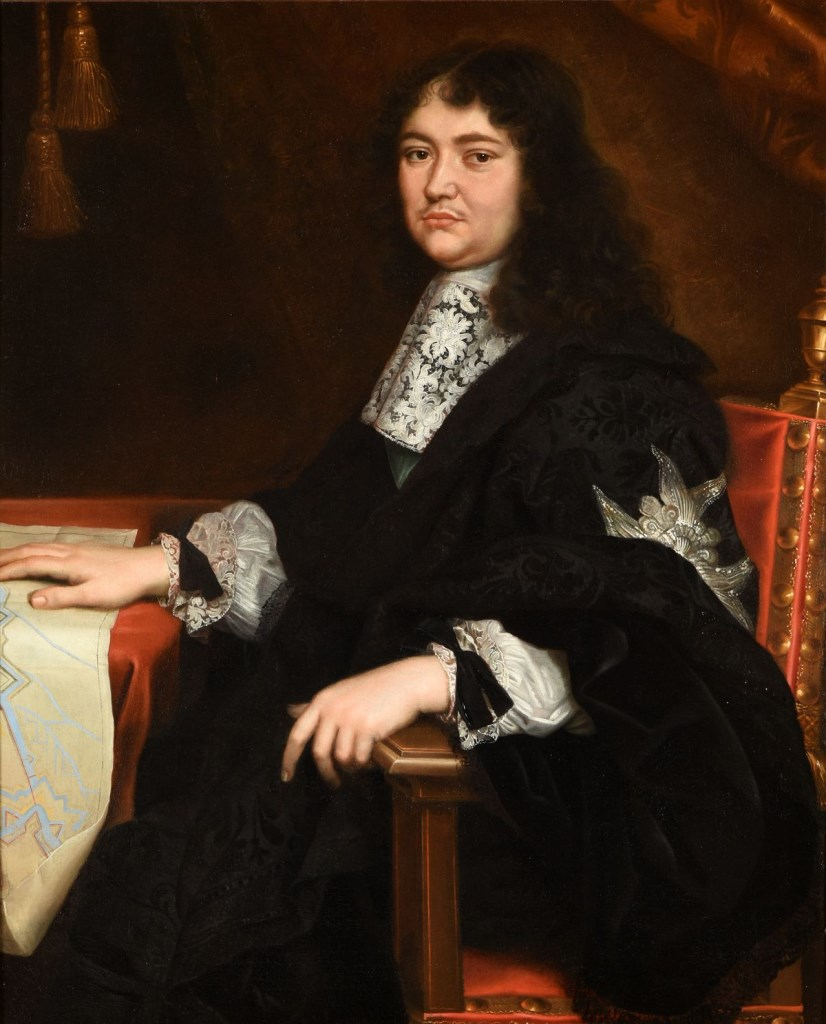
ルーヴォワ侯爵。彼の後方支援はクレキの戦役を支えた。

ルーヴォワ侯爵の後方支援により、フランス軍は仏蘭戦争を通して素早く行動でき、戦役を早い時期に始めることができた。この時代では騎兵と輸送用の牛馬に必要な糧秣を冬期に確保することが難しかったため、冬は戦役を停止することが多かったが、ルーヴォワ侯爵の後方支援はフランス軍の冬季戦役をも可能にした。フランス軍はさらに敵軍を封鎖、町、村、農場に放火し、敵軍が補給を得られないようにした。
この優勢はラインラント戦線で特に顕著であり、皇帝軍は補給を得るには常にライン川付近に留まる必要があった。例えば、1677年5月にはウィーン駐在イングランド大使ベヴィル・スケルトンがロレーヌ公シャルル5世の弾薬不足を報告、ライン川まで3日で到着できる範囲でしか行動できなかったとした。
1677年戦役において、帝国軍は恒常なる行軍により補給線が伸びきって疫病と飢餓で多くの犠牲者を出し、11月には守備もままならずフライブルク・イム・ブライスガウを占領された。クレキは1678年の戦役にも同じ戦略を採用、クロード・ド・ショワズール＝フランシエールをラインフェルデンに残して、フライブルクから15キロメートル南西のバート・クロツィンゲンに向かった。ショワズールは帝国軍の残りの陣地を攻め、バート・ゼッキンゲンに火を放った。一方の帝国軍は7月中旬の時点でゲンゲンバッハとラールに散らばっており、さらに前衛がデンツリンゲンにいた。
1677年と同じく、帝国軍は再び疫病と兵士の脱走により解体しはじめ、シャルルはキンツィヒ川の後ろに撤退せざるを得なかった。キンツィヒ川はオッフェンブルクの前にある天然の要所であり、フランス軍は7月23日に渡河を試みたが撃退され、これが「オルテンバッハの戦い」である。シャルルは大規模な会戦に挑まず、オーバーキルヒに撤退したもののライン川から切り離される形となり、クレキは7月27日にケールを占領、ケールにあるライン川の橋とエトワール要塞を確保した。
オランダもスペインも8月中旬までに矛を収めたが、神聖ローマ皇帝レオポルト1世は損失を取り戻そうとしてなおも粘った。シャルルはフィリップスブルクでライン川左岸に渡ったが、再びクレキに進軍を阻まれ、9月末に敗北を認めてプファルツ選帝侯領に撤退して戦役を終えた。

## その後
1679年1月にナイメーヘンの和約が締結され、フランスはケールとフライブルクの維持に成功した。レオポルト1世は帝国自由都市ゲンゲンバッハ、ツェル・アム・ハーメルスバッハ、オッフェンブルクを補償として要求するという外交的失態を犯し、同盟相手であったドイツ諸侯の不興を買った。
ルイ14世はアルザスへの入り口であるストラスブールの併合を決定した。1678年のクレキの戦役によりフランス軍は必要があればストラスブールを包囲することができ、実際に1681年9月30日に入城した。フランスによるストラスブール領有は1697年のレイスウェイク条約で確認されたが、その代償としてケールとフライブルクを含むライン川右岸から撤退した。